# 捨堕
捨堕（しゃだ、巴: nissaggiya-pācittiya, ニッサッギヤ・パーチッティヤ、梵: naiḥsargika-prāyaścittika, ナイヒサルギカ・プラーヤシュチッティカ、尼薩耆波夜提、尼薩耆、泥薩祇波逸底迦）とは、仏教の出家者（比丘・比丘尼）に課される戒律（具足戒）の内、所有物に関する禁戒の総称。比丘（男性出家者）も比丘尼（女性出家者）もそれぞれ30条からなる。
抵触した物品を放棄 (捨)し、同時に「堕」の罪となる（「波逸提」と同じ扱いを受ける）ため、この名が付く。サンガ（4人以上）、あるいは2-3人の衆、あるいは長老の前で告白することで罪が成立し、受理されることで僧権が復活する。常習犯には「挙罪羯磨」などの告発や裁判制度が別に設けられている。

## 比丘の三十捨堕
- 1.長衣過限 - 所持期限10日を過ぎても所持している三衣以外の衣。
- 2.離三衣 - 三衣を離れて夜を過ごすこと。
- 3.月望衣 - 袈裟にするには足りない布の一ヶ月以上の所有。
- 4.使非親尼浣故衣 - 親類でない比丘尼に洗濯させた古い衣。
- 5.受非親尼衣 - 親類でない比丘尼から受け取った衣。
- 6.従非親在家乞衣 - 親類でない在家者に乞い求めた衣。
- 7.過量乞衣 - 衣の紛失・被略奪時における親類でない在家者に乞い求めることが可能な衣の過量部分。
- 8.不受請前乞衣 - 親類でない在家者が布施を申し出る前に乞い求めた衣。
- 9.勧二家増衣価 - 親類でない別々の在家者が布施のために用意した両者の衣を合わせるように勧めた衣。
- 10.過限索衣 - 衣を預けていた執事人に、許容された三度の催促と三度の沈黙を超えた要求行為をして得た衣。
- 11.雑絹絲作敷具 - 絹が混じった敷具。
- 12.純黒羊毛作敷具 - 純黒の羊毛で作った敷具。
- 13.雑色羊毛作敷具 - 純黒、白色、褐色の羊毛を2:1:1以外の割合で混ぜて作った敷具。
- 14.減六年作敷具 - 古い敷具の使用期間が6年を過ぎる前に作られた敷具。
- 15.不貼坐具 - 壊色（濁色）にするために古い坐具の布を切り取って貼り付けていない新しい坐具。
- 16.自担羊毛過限 - 布施された羊毛の内、三由旬以上持ち運んだもの。
- 17.使非親尼染羊毛 - 親類でない比丘尼に洗濯させたり、染めさせたり、くしつけさせた羊毛。
- 18.受畜金銀 - 受領・貯蓄した金銀。
- 19.貿易金銀 - 交易に利用する金銀。
- 20.種々販売 - 種々の交易物。
- 21.畜長鉢過限 - 所持期限10日を過ぎても所持している一鉢以外の鉢。
- 22.乞鉢 - 古い鉢の傷・ひび割れが五ヶ所以上になる前に乞われた鉢。
- 23.畜七日薬過限 - 熟酥・生酥・油・蜜・石蜜といった五種薬の内、所持期限である7日を過ぎたもの。
- 24.預前受用雨浴衣 - 熱季の最終月の前に乞い求めた雨浴衣。
- 25.奪衣 - 他の比丘に一旦与えておきながら奪回した衣。
- 26.自乞縷使織師作衣 - 自分で糸を乞い求め、織師に織らせた衣。
- 27.勧織師増縷 - 布施させる前に織師に広厚を勧めた衣。
- 28.急施衣受畜 - 自恣（じし）前10日から受領が認められている急施衣で、作衣時を過ぎても所持ているもの。
- 29.有難蘭若離衣 - 雨安居終了後に阿蘭若（森林）での盗難防止のために在家者に預けることが認められている一衣で、その期限である六夜を過ぎたもの。
- 30.廻僧物入己 - 僧伽への布施物を自分一人によこすよう勧めて得た物品。